# Euploea eucalle
Euploea eucalle är en fjärilsart som beskrevs av Hans Fruhstorfer 1898. Euploea eucalle ingår i släktet Euploea och familjen praktfjärilar. Inga underarter finns listade i Catalogue of Life.